# Hội Dầu khí Việt Nam
Hội Dầu khí Việt Nam là tổ chức xã hội - nghề nghiệp của những người làm việc trong lĩnh vực dầu khí tại Việt Nam .
Hội có tên giao dịch tiếng Anh là Vietnam Petroleum Association, viết tắt là VPA.
Văn phòng Hội đặt tại địa chỉ Tầng 17A, toà nhà VPI, số 167 phố Trung Kính, phường Yên Hòa, quận Cầu Giấy, thành phố Hà Nội.

## Hoạt động
Hội Dầu khí Việt Nam thành lập ngày 12/9/2009. Trước đó Bộ Nội vụ đã ra quyết định số 1053/QĐ-BNV ngày 13/7/2009 về cho phép thành lập Hội với tư cách là một tổ chức xã hội nghề nghiệp, tổ chức hoạt động theo điều lệ của hội, chịu sự quản lý của Bộ Công Thương và các bộ, ngành khác có liên quan .